# Orzeł za najlepszy film
Najlepszy film to najważniejsza kategoria Polskich Nagród Filmowych, po raz pierwszy nagrodę w tej kategorii wręczono 21 czerwca 1999 roku (nagrodę przyznano za rok 1998). Pierwszym laureatem nagrody został film Historia kina w Popielawach w reżyserii Jana Jakuba Kolskiego.
Nagroda w kategorii najlepszy film przyznawana jest reżyserowi filmu, producentowi oraz polskim koproducentom. Każda z uprawnionych osób, otrzymuje jedną statuetkę w danym roku.

## Laureaci i nominowani

### 1990–1999
| Lata                        | Tytuł filmu          | Reżyseria                             | Producent                          | Polski koproducent |
| --------------------------- | -------------------- | ------------------------------------- | ---------------------------------- | ------------------ |
| 1998                        |                      |                                       |                                    |                    |
| Historia kina w Popielawach | Jan Jakub Kolski     | Kazimierz Rozwałka                    | —                                  |                    |
| Farba                       | Michał Rosa          | Filip Bajon                           | —                                  |                    |
| Kroniki domowe              | Leszek Wosiewicz     | Michał Kwieciński                     | —                                  |                    |
| Nic                         | Dorota Kędzierzawska | Dorota Kędzierzawska i Artur Reinhart | —                                  |                    |
| Zabić Sekala                | Vladimír Michálek    | Dariusz Jabłoński                     | —                                  |                    |
| 1999                        |                      |                                       |                                    |                    |
| Dług                        | Krzysztof Krauze     | Juliusz Machulski                     | —                                  |                    |
| Ogniem i mieczem            | Jerzy Hoffman        | Jerzy R. Michaluk i Jerzy Hoffman     | —                                  |                    |
| Pan Tadeusz                 | Andrzej Wajda        | Lew Rywin                             | —                                  |                    |
| Tydzień z życia mężczyzny   | Jerzy Stuhr          | Juliusz Machulski                     | Jacek Moczydłowski i Jacek Bromski |                    |
| Wojaczek                    | Lech R. Majewski     | Henryk Romanowski                     | —                                  |                    |

### 2000–2009
| Lata                                                    | Tytuł filmu                          | Reżyseria                                                                                    | Producent                                                                    | Polski koproducent |
| ------------------------------------------------------- | ------------------------------------ | -------------------------------------------------------------------------------------------- | ---------------------------------------------------------------------------- | ------------------ |
| 2000                                                    |                                      |                                                                                              |                                                                              |                    |
| Życie jako śmiertelna choroba przenoszona drogą płciową | Krzysztof Zanussi                    | Krzysztof Zanussi i Iwona Ziułkowska                                                         | —                                                                            |                    |
| Daleko od okna                                          | Jan Jakub Kolski                     | Witold Adamek                                                                                | —                                                                            |                    |
| Duże zwierzę                                            | Jerzy Stuhr                          | Janusz Morgenstern i Sławomir Rogowski                                                       | —                                                                            |                    |
| Prymas. Trzy lata z tysiąca                             | Teresa Kotlarczyk                    | Marian Terlecki                                                                              | —                                                                            |                    |
| Wrota Europy                                            | Jerzy Wójcik                         | Henryk Romanowski i Dariusz Jabłoński                                                        | —                                                                            |                    |
| 2001                                                    |                                      |                                                                                              |                                                                              |                    |
| Cześć Tereska                                           | Robert Gliński                       | Filip Chodzewicz                                                                             | —                                                                            |                    |
| Angelus                                                 | Lech R. Majewski                     | Henryk Romanowski                                                                            | Paweł Mossakowski, Małgorzata Retej, Włodzimierz Niderhaus i Kazimierz Sioma |                    |
| Boże skrawki                                            | Jerzy Bogajewicz                     | Zev Braun, Avi Lerner i Philip Krupp                                                         | —                                                                            |                    |
| Requiem                                                 | Witold Leszczyński                   | Włodzimierz Otulak                                                                           | Janusz Morgenstern i Jerzy Buchwald                                          |                    |
| Weiser                                                  | Wojciech Marczewski                  | Krzysztof Zanussi                                                                            | Dorota Rakowska-Kośmicka, Maciej Strzembosz i Jan Dworak                     |                    |
| 2002                                                    |                                      |                                                                                              |                                                                              |                    |
| Pianista                                                | Roman Polański                       | Roman Polański, Robert Benmussa i Alain Sarde                                                | —                                                                            |                    |
| Anioł w Krakowie                                        | Artur Więcek                         | Witold Bereś                                                                                 | Adam Leda i Tomasz Karczewski                                                |                    |
| Dzień świra                                             | Marek Koterski                       | Juliusz Machulski i Włodzimierz Otulak                                                       | Jacek Bromski, Zbigniew Kula i Marek Składanowski                            |                    |
| Edi                                                     | Piotr Trzaskalski                    | Piotr Dzięcioł i Krzysztof Ptak                                                              | —                                                                            |                    |
| Tam i z powrotem                                        | Wojciech Wójcik                      | Włodzimierz Niderhaus                                                                        | Małgorzata Retej, Paweł Mossakowski, Krzysztof Dumieński i Witold Dąbrowski  |                    |
| 2003                                                    |                                      |                                                                                              |                                                                              |                    |
| Zmruż oczy                                              | Andrzej Jakimowski                   | Arkadiusz Artemjew, Tomasz Gąssowski i Andrzej Jakimowski                                    | —                                                                            |                    |
| Pornografia                                             | Jan Jakub Kolski                     | Lew Rywin i Antoine de Clermont-Tonnerre                                                     | Andrzej Serdiukow i Włodzimierz Niderhaus                                    |                    |
| Żurek                                                   | Ryszard Brylski                      | —                                                                                            | —                                                                            |                    |
| 2004                                                    |                                      |                                                                                              |                                                                              |                    |
| Wesele                                                  | Wojciech Smarzowski                  | Anna Iwaszkiewicz, Dariusz Pietrykowski i Bartłomiej Topa                                    | —                                                                            |                    |
| Mój Nikifor                                             | Krzysztof Krauze                     | Juliusz Machulski                                                                            | —                                                                            |                    |
| Pręgi                                                   | Magdalena Piekorz                    | Krzysztof Zanussi, Iwona Ziułkowska i Włodzimierz Otulak                                     | Waldemar Piątkowski, Zbigniew Kula i Marek Składanowski                      |                    |
| 2005                                                    |                                      |                                                                                              |                                                                              |                    |
| Komornik                                                | Feliks Falk                          | Janusz Morgenstern                                                                           | Andrzej Serdiukow, Paweł Mossakowski i Włodzimierz Niderhaus                 |                    |
| Jestem                                                  | Dorota Kędzierzawska                 | Artur Reinhart                                                                               | Andrzej Serdiukow, Jacek Kulczycki i Alicja Chrzanowska                      |                    |
| Persona non grata                                       | Krzysztof Zanussi                    | Iwona Ziułkowska, Leonid Wereszczagin, Krzysztof Zanussi, Nikita Michałkow i Rosanna Seregni | —                                                                            |                    |
| 2006                                                    |                                      |                                                                                              |                                                                              |                    |
| Plac Zbawiciela                                         | Krzysztof Krauze i Joanna Kos-Krauze | Juliusz Machulski                                                                            | —                                                                            |                    |
| Jasminum                                                | Jan Jakub Kolski                     | Michał Szczerbic                                                                             | Krzysztof Gierat, Beata Ryczkowska i Włodzimierz Niderhaus                   |                    |
| Wszyscy jesteśmy Chrystusami                            | Marek Koterski                       | Włodzimierz Otulak                                                                           | —                                                                            |                    |
| 2007                                                    |                                      |                                                                                              |                                                                              |                    |
| Katyń                                                   | Andrzej Wajda                        | Michał Kwieciński                                                                            | Dariusz Wieromiejczyk                                                        |                    |
| Pora umierać                                            | Dorota Kędzierzawska                 | Artur Reinhart, Piotr Miklaszewski i Wojciech Maryański                                      | —                                                                            |                    |
| Sztuczki                                                | Andrzej Jakimowski                   | Andrzej Jakimowski                                                                           | —                                                                            |                    |
| 2008                                                    |                                      |                                                                                              |                                                                              |                    |
| 33 sceny z życia                                        | Małgorzata Szumowska                 | Raimond Goebel i Karl Baumgartner                                                            | Teresa Dworzecka i Małgorzata Szumowska                                      |                    |
| Cztery noce z Anną                                      | Jerzy Skolimowski                    | Paulo Branco i Jerzy Skolimowski                                                             | —                                                                            |                    |
| Mała Moskwa                                             | Waldemar Krzystek                    | Paweł Rakowski                                                                               | Ewa Jacuta i Waldemar Krzystek                                               |                    |
| 2009                                                    |                                      |                                                                                              |                                                                              |                    |
| Rewers                                                  | Borys Lankosz                        | Jerzy Kapuściński                                                                            | Waldemar Leszczyński, Włodzimierz Niderhaus i Andrzej Serdiukow              |                    |
| Dom zły                                                 | Wojciech Smarzowski                  | —                                                                                            | Piotr Reisch                                                                 |                    |
| Wojna polsko-ruska                                      | Xawery Żuławski                      | Jacek Samojłowicz                                                                            | —                                                                            |                    |

### 2010–2019
| Lata                                          | Tytuł filmu                     | Reżyseria | Producent | Polski koproducent |
| --------------------------------------------- | ------------------------------- | --- | --- | ------------------ |
| 2010                                          |                                 | | |                    |
| Essential Killing                             | Jerzy Skolimowski               | Jerzy Skolimowski i Ewa Piaskowska                                                                                  | — |                    |
| Różyczka                                      | Jan Kidawa-Błoński              | Włodzimierz Niderhaus                                                                                               | Mariusz Łukomski i Magdalena Kubicka |                    |
| Wszystko, co kocham                           | Jacek Borcuch                   | Jan Dworak, Kamila Polit i Renata Czarnkowska-Listoś                                                                | — |                    |
| 2011                                          |                                 | | |                    |
| Róża                                          | Wojciech Smarzowski             | Włodzimierz Niderhaus                                                                                               | Krzysztof Zanussi, Tadeusz Chmielewski, Janusz Morgenstern, Daniel Markowicz, Wojciech Pałys, Irena Strzałkowska Janusz Wąchała, Dorota Ostrowska-Orlińska, Jan Włodarczyk |                    |
| Sala samobójców                               | Jan Komasa                      | Jerzy Kapuściński                                                                                                   | Marcin Kurek, Sylwester Banaszkiewicz, Andrzej Białas |                    |
| W ciemności                                   | Agnieszka Holland               | Juliusz Machulski, Steffen Reuter, Patrick Knippel, Marc-Daniel Dichant, Leander Carell, Eric Jordan, Paul Stephens | — |                    |
| 2012                                          |                                 | | |                    |
| Obława                                        | Marcin Krzyształowicz           | Krzysztof Grędziński i Małgorzata Jurczak                                                                           | — |                    |
| Jesteś Bogiem                                 | Leszek Dawid                    | Jerzy Kapuściński                                                                                                   | — |                    |
| Pokłosie                                      | Władysław Pasikowski            | Dariusz Jabłoński, Violetta Kamińska, Izabela Wójcik                                                                | — |                    |
| 2013                                          |                                 | | |                    |
| Ida                                           | Paweł Pawlikowski               | Eric Abraham, Piotr Dzięcioł, Ewa Puszczyńska                                                                       | — |                    |
| Imagine                                       | Andrzej Jakimowski              | Andrzej Jakimowski, Vladimir Kokh, François d’Artemare                                                              | Włodzimierz Niderhaus, Beata Ryczkowska |                    |
| Chce się żyć                                  | Maciej Pieprzyca                | Wiesław Łysakowski                                                                                                  | — |                    |
| 2014                                          |                                 | | |                    |
| Bogowie                                       | Łukasz Palkowski                | Piotr Woźniak-Starak                                                                                                | — |                    |
| Miasto 44                                     | Jan Komasa                      | Michał Kwieciński                                                                                                   | Małgorzata Fogel-Gabryś i Katarzyna Fukacz-Cebula |                    |
| Jack Strong                                   | Władysław Pasikowski            | Sylwia Wilkos, Roman Gutek, Klaudiusz Frydrych                                                                      | — |                    |
| 2015                                          |                                 | | |                    |
| Body/Ciało                                    | Małgorzata Szumowska            | Jacek Drosio, Małgorzata Szumowska, Michał Englert, Mateusz Kościukiewicz                                           | Lambros Ziotas |                    |
| Excentrycy, czyli po słonecznej stronie ulicy | Janusz Majewski                 | Włodzimierz Niderhaus                                                                                               | — |                    |
| Moje córki krowy                              | Kinga Dębska                    | Zbigniew Domagalski                                                                                                 | — |                    |
| 2016                                          |                                 | | |                    |
| Wołyń                                         | Wojciech Smarzowski             | Dariusz Pietrykowski, Andrzej Połyć                                                                                 | — |                    |
| Jestem mordercą                               | Maciej Pieprzyca                | Renata Czarnkowska-Listoś, Maria Gołoś                                                                              | — |                    |
| Ostatnia rodzina                              | Jan P. Matuszyński              | Leszek Bodziak | — |                    |
| 2017                                          |                                 | | |                    |
| Cicha noc                                     | Piotr Domalewski                | Jacek Bromski, Jerzy Kapuściński, Ewa Jastrzębska                                                                   | — |                    |
| Pokot                                         | Agnieszka Holland, Kasia Adamik | Krzysztof Zanussi, Jacek Wąchała                                                                                    | — |                    |
| Twój Vincent                                  | Dorota Kobiela, Hugh Welchman   | Sean Bobbitt, Ivan Mactaggart, Hugh Welchman                                                                        | — |                    |
| 2018                                          |                                 | | |                    |
| Zimna wojna                                   | Paweł Pawlikowski               | Ewa Puszczyńska, Piotr Dzięcioł, Tanja Seghatchian                                                                  | — |                    |
| Kamerdyner                                    | Filip Bajon                     | Olga Bieniek, Mirosław Piepka                                                                                       | — |                    |
| Kler                                          | Wojciech Smarzowski             | Jacek Rzehak | — |                    |
| 2019                                          |                                 | | |                    |
| Boże Ciało                                    | Jan Komasa                      | Leszek Bodziak, Aneta Hickinbotham                                                                                  | — |                    |
| Ikar. Legenda Mietka Kosza                    | Maciej Pieprzyca                | — | — |                    |
| Obywatel Jones                                | Agnieszka Holland               | Stanisław Dziedzic, Andrea Chalupa                                                                                  | — |                    |
| Pan T.                                        | Marcin Krzyształowicz           | Mariusz Mielczarek                                                                                                  | — |                    |
| Supernova                                     | Bartosz Kruhlik                 | Jacek Bromski | — |                    |

### 2020–2029
| Lata                                     | Tytuł filmu        | Reżyseria                              | Producent | Polski koproducent |
| ---------------------------------------- | ------------------ | -------------------------------------- | --------- | ------------------ |
| 2020                                     |                    |                                        |           |                    |
| Zabij to i wyjedź z tego miasta          | Mariusz Wilczyński | Ewa Puszczyńska, Agnieszka Ścibior     | —         |                    |
| 25 lat niewinności. Sprawa Tomka Komendy | Jan Holoubek       | Anna Waśniewska-Gill                   | —         |                    |
| Jak najdalej stąd                        | Piotr Domalewski   | Jan Kwieciński, Julie Ryan             | —         |                    |
| Sala samobójców. Hejter                  | Jan Komasa         | Jerzy Kapuściński, Wojciech Kabarowski | —         |                    |
| Szarlatan                                | Agnieszka Holland  | Šárka Cimbalová, Kevan Van Thompson    | —         |                    |

## Ranking laureatów
| Najczęściej nagradzany reżyser | Liczba nagród |
| ------------------------------ | ------------- |
| Wojciech Smarzowski            | 3             |
| Krzysztof Krauze               | 2             |
| Paweł Pawlikowski              | 2             |
| Małgorzata Szumowska           | 2             |

| Najczęściej nagradzany producent | Liczba nagród |
| -------------------------------- | ------------- |
| Juliusz Machulski                | 2             |
| Włodzimierz Niderhaus            | 2             |
| Andrzej Serdiukow                | 2             |

## Ranking nominowanych
| Najczęściej nominowany reżyser | Liczba nominacji |
| ------------------------------ | ---------------- |
| Jan Jakub Kolski               | 4                |
| Wojciech Smarzowski            | 4                |
| Agnieszka Holland              | 3                |
| Dorota Kędzierzawska           | 3                |
| Krzysztof Krauze               | 3                |

| Najczęściej nominowany producent | Liczba nominacji |
| -------------------------------- | ---------------- |
| Włodzimierz Niderhaus            | 7                |
| Juliusz Machulski                | 5                |
| Andrzej Serdiukow                | 4                |
| Włodzimierz Otulak               | 3                |
| Henryk Romanowski                | 3                |
| Iwona Ziułkowska                 | 3                |
| Janusz Morgenstern               | 3                |
| Paweł Mossakowski                | 3                |